# Villa Mosconi Bertani

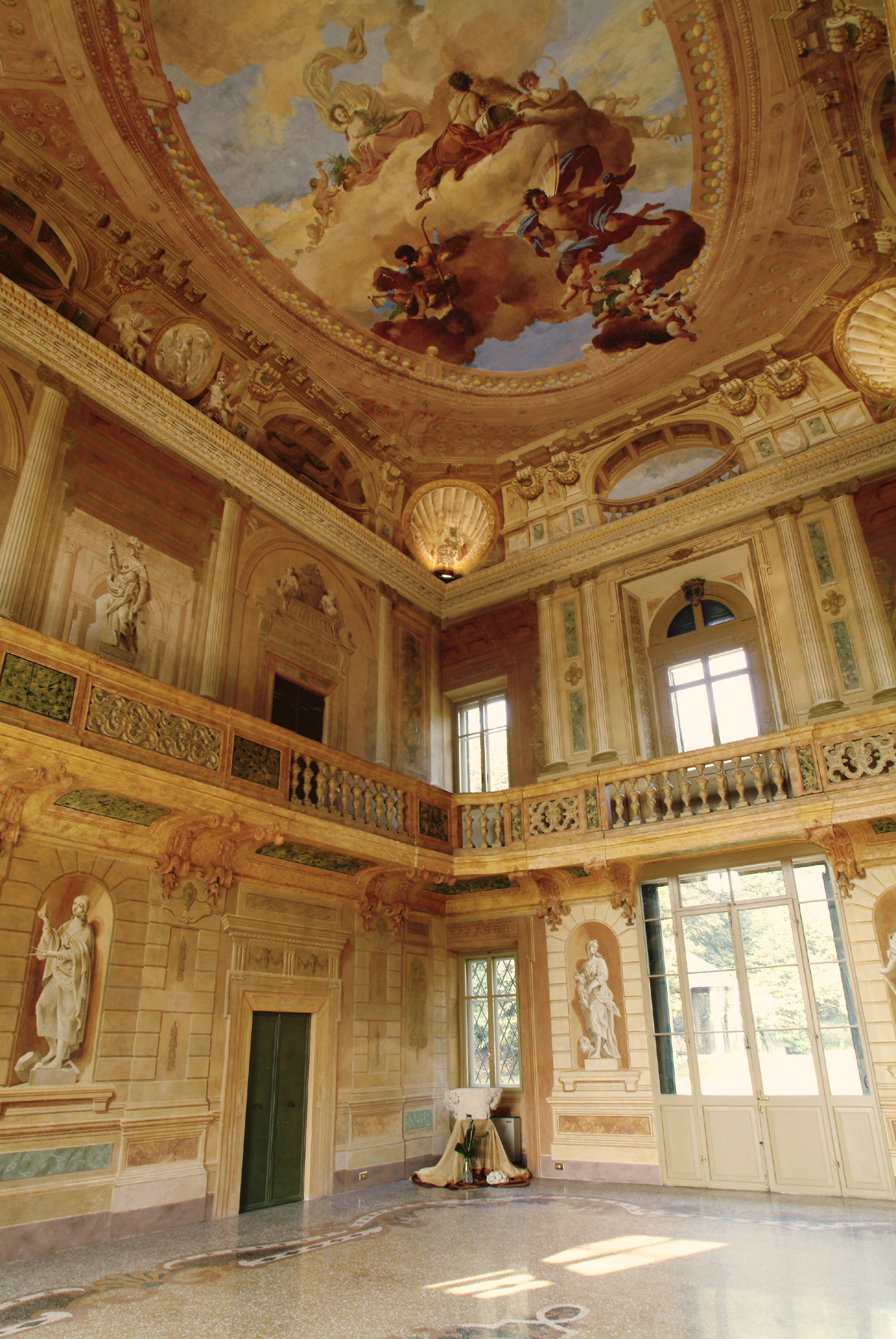
Salone Delle Muse

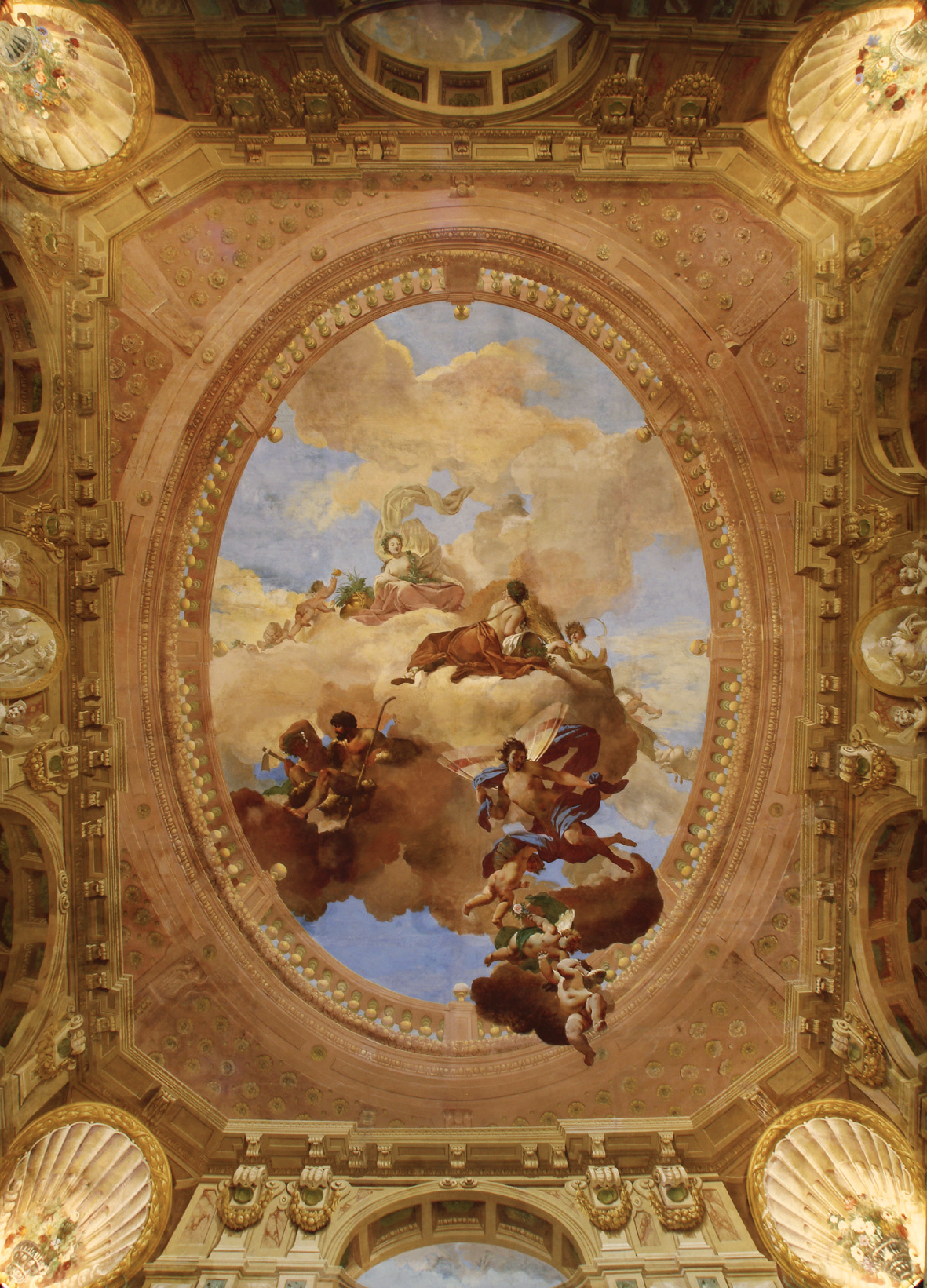
Il Salone Delle Muse

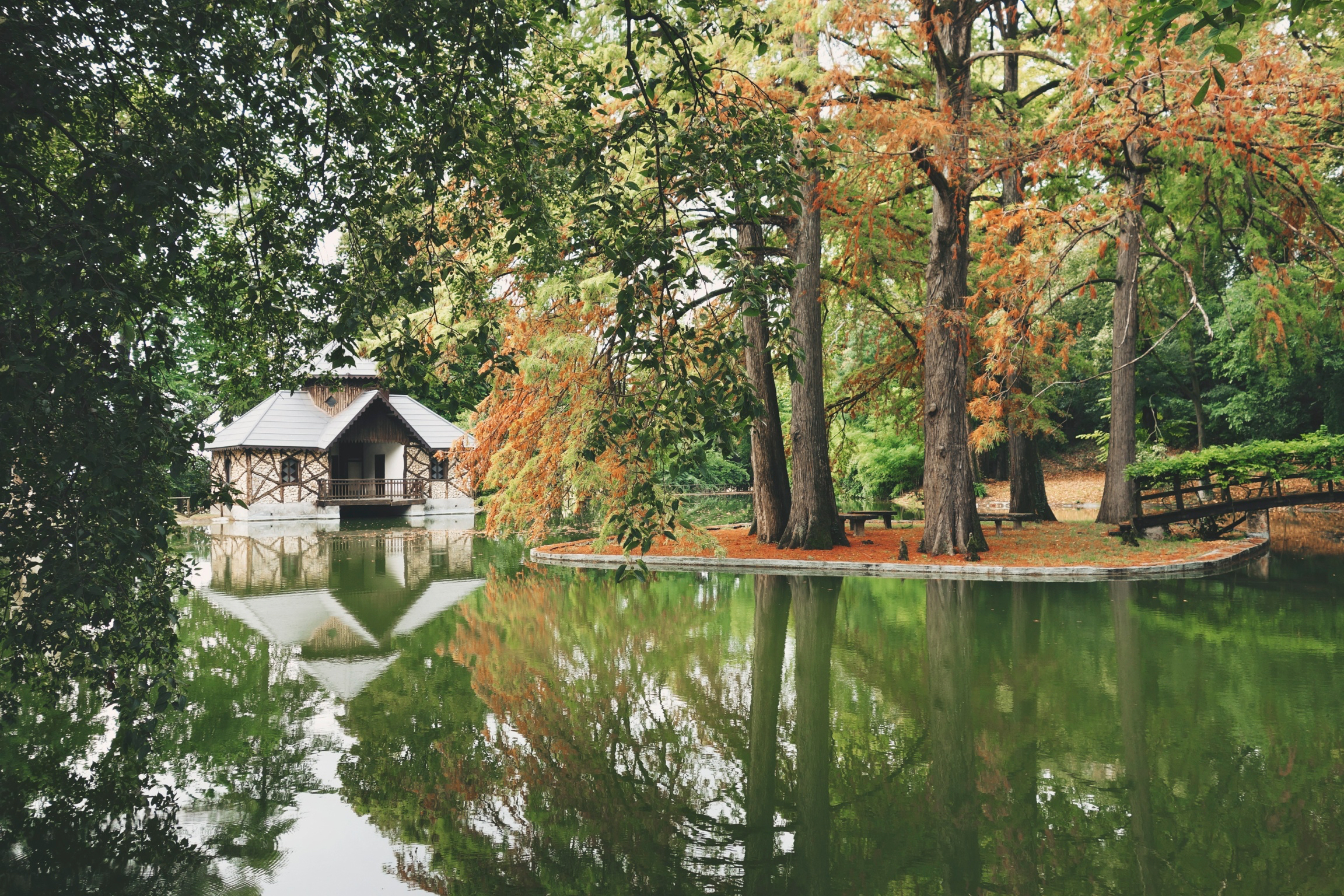
VIlla Mosconi Bertani -

La Villa Mosconi Bertani (conocida también como Villa Novare) es una villa y  bodega de vino véneta neoclásica y único ejemplo veronés de finca, de la primera mitad del siglo XVII, compuesta de residencia, bodega y amplio jardín limitado por muros (veintidós hectáreas) dedicado enteramente a la vinicultura al estilo de los chateau franceses típicos de la región de Burdeos. Hoy es propiedad de Bianca, Giovanni y Guglielmo Bertani y alberga la bodega Tenuta Santa Maria de Gaetano Bertani. Es una bodega de vinoproducción y almacenamiento por vino Amarone Docg y Valpolicella doc. Se encuentra en la comuna de Negrar en la localidad de Novare en Valpolicella, provincia de Verona.
La residencia, el parque y la bodega están abiertos al público para realizar visitas guiadas y en ocasiones de eventos culturales y privados.

## Ambiente
La villa está ubicada en uno de los lugares todavía no contaminados por las especulaciones inmobiliarias y este marco natural, rodeado de campaña, se suma a la indiscutible belleza artística.
El valle de Novare tiene un gran interés geológico e hidrológico debido a las siete fuentes perennes que alimentaban en época romana el acueducto de la ciudad de Verona y los yacimientos de hierro explotados en la antigüedad.

## Historia
Inicialmente era un antiguo asentamiento aursnate, luego de época romana, la familia Fattori inicia la construcción de la villa en torno al 1753 como extensión de la cantina del siglo XV ya existente.
Posteriormente es vendida incompleta a la familia Mosconi, en el 1769 quienes completan la construcción sumando un magnífico parque romántico de ocho hectáreas en estilo inglés, expandiendo la actividad vinícola rindiéndola una de las mayores bodegas de la época en el norte de Italia.
Durante la propiedad de los Mosconi fue también importante salón literario e intelectual, frecuentado da exponentes de la cultura del tiempo, entre los cuales el poeta y literario Ippolito Pindemonte.
En la primera mitad del 1900 la villa conoce años de abandono y vandalismo que arruinan el parque y algunas salas. En 1953 viene adquirida y reestructurada de la familia Bertani para utilizarla como sede representativa de la bodega con el mismo nombre. Desde 2012 es propiedad de la familia de Gaetano Bertani que en esta sede continua la tradición de familia en la producción de vinos.

## Arquitectura

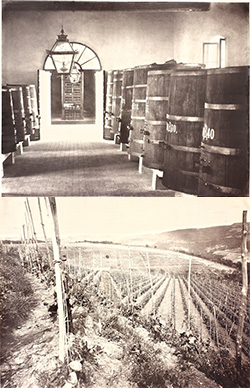
Bodega y Viñas Villa Mosconi Bertani 1880

El complejo está constituido de un edificio principal con dos alas bajas que avanzan y con dos fachadas simétricas.  Sobre el ala oriental se yergue el campanil de la capilla consagrada a San Gaetano, mientras a ambos lados dos portones dan acceso a los rústicos y a las bodegas.
La construcción de todo el conjunto, es decir el cuerpo central de la villa, la capilla y la bodega, se realiza en la primera mitad del setecientos, obra del arquitecto veronés Adriano Cristofali por encargo del primer propietario de la finca Giacomo Fattori, quien la hizo construir sobre un núcleo abitado preexistente del Quinientos.
La intervención de la familia Fattori, tenía como fin dar a la residencia un tono aristocrático, auto celebrativo, debido a que era estado nombrado con el título noble de conde Giacomo Fattori.
El Architecto Cristofoli supo elaborar con maestría el cuerpo central, de líneas clásicas y crear las dos alas perpendiculares, de esta manera delineó un jardín en el frente y escondiendo a la vista los rústicos laterales, poco aristocráticos, separando la zona dedicada al ocio de la zona puramente agrícola.
El edificio patronal está constituido de tres plantas y consta de una serie de columnas de orden toscano al nivel inferior y orden jónico al piano superior. La fachada principal termina con un tímpano que contiene el estema de la familia Trezza, sobre el cual se posan cinco estatuas de divinidades mitológicas. Las estatuas del jardín fueron atribuidas al escultor Lorenzo Muttoni.

## Frescos - Pintura
El interior ha subido muchos intervenciones en el tiempo, que han dejado solo señales de las decoraciones del Seiscientos o aquellas más recientes del Ochocientos – Novecientos.
El salón de las Musas, donde se ven los dos estemas de la familia Mosconi, comprende las tres plantas de la villa, divididos de una balaustrada en leño decorado que subdivide en dos estratos horizontales sobrepuestos:
- En la parte inferior domina el uso del falso buñato. Los nichos pintados contienen las estatuas monocromáticas que representan las Musas de las Artes: la Arquitectura, la Escultura, la Pintura, la Geometría, la Astronomía y la Música.
- En la parte superior se encuentran arquitecturas fantásticas a trompe l’oeil, que dan una connotación de perspectiva al conjunto. Las pinturas monocromáticas laterales representan la estatua de la Abundancia y de la Justicia, mientras los satiri pintados sobre las puertas recuerdan las cuatro estaciones.
Las cuatro estaciones y de consecuencia el correr del tiempo, claro referimiento al contexto agrícola en el cual se encontraba y se encuentra todavía hoy, representan el tema principal de los frescos del cielo raso. En el centro, sentada entre diferentes flores, aparece Flora y a su izquierda en la parte baja, se encuentran la Primavera y el Verano, pintadas con tonos cálidos y brillantes. Sobre el lado opuesto, en evidente contraposición cromática, representadas entre oscuras nubes de tempestad, se encuentran el Otoño y el Invierno. Entre todos ellos está Zefiro, que si libera en el aire seguido de ángeles, mientras en el fondo se entrevé Apolo sobre su carro.
Los autores de los frescos fueron artistas emilianos, que trabajaban en Verona. En particular el ciclo decorativo de las fachadas internas fue atribuido al pintor Prospero Pesci, de la escuela de Filippo Maccari, mientras el fresco central del cielo raso ha sido atribuido a Giuseppe Valliani, conocido como el Pistoiese.

## El Parque y el Jardín
Al final de siglo XVIII también en Verona comienzan a difundirse los conjuntos naturales en armonía con la moda del tiempo (inicio del Romanticismo), que ve la prevalencia del jardín a la inglese (paisajístico, romántico, con plantas exóticas, senderos, lugares aislados, ángulos con falsas construcciones arqueológicas) sobre el jardín italiano, prevalentemente verde y regular. Sobre esta línea los hermanos Giacomo y Guglielmo Mosconi modifican el terreno detrás de la villa, dándole una doble característica: de jardín y de bosque. Construyen el pequeño lago, alimentado de las fuentes presentes en la propiedad, con una isla al centro donde se alzan altos Taxodium, accesible a través de un pequeño puente en leño, y la casa para el te en estilo chino.
Además de las plantas sobre la isla de carácter exótico y algún cedro del Líbano, los otros árboles presentes son los más conocidos y acordes a la topología de bosque. En 1820 Perico describió un “jardín variado de plantas exóticas” que inspiró el pintor veronés Angelo dall’Oca Bianca.
A un lado del lago se encuentra el chalet construido bajo sugerencia del poeta Ippolito Pindemonte, el cual había quedado fascinado de algunas fuentes y campañas vistas en Francia, donde era usual pasar periodos de vacaciones huésped de sus amigos, entre ellos Jean Jaques Rosseau. En la tarde el chalet se usaba para leer al regreso de los paseos, mientras en las noches se prestaba para juegos de sociedad, ajedrez por ejemplo o para momentos de relax acompañados de la música del arpa ejecutada de las hijas de la condesa Mosconi.
En el parque además se encuentra una sala donde se conservaba el hielo, también construida hacia fines del Setecientos y usada hasta la primera mitad de este siglo. Dispersos en varios puntos del jardín son presentes estatuas, bancos y una pequeña fuente. La amplia área a las espaldas de la villa, está limitada de un muro, que encierra no solo el jardín sino también un vasto viñedo que da al complejo paisajístico las características de un jardín-campaña.
Una serie de rejas dividida por pilares a buñado terminados con vasos decorativos, cierra la corte señorial de la villa limitando el jardín anterior que presenta un diseño regular con una amplia zona circular a césped utilizada como decoración y para regular el sentido de circulación de las carrozas que entraban y salían de la villa. Contiene también una pequeña fontana.

## La Villa e Ippolito Pindemonte
En la Villa ha vivido por diez años como huésped de la condesa Elisabetta Mosconi el dramaturgo Ippolito Pindemonte el cual, en una de sus Epístolas escritas en 1800 a la condesa Mosconi así se exprimía en referencia a la residencia:
“Nel ameno tuo Novare io veva teco, Elisa gentil, giorni felici”
Lugar ameno de vacaciones gracias a la presencia del jardín del cual Pindemonte decía:
“…io vidi l’ombre del tuo giardin che mi parean più belle…”
Se agrega la vinicultura e la producción de vinos con gran admiración, siempre del mismo Pindemonte:
“ma lo sguardo io con più duolo ancor volsi a que’ vasti nobili tini, che nel sen di quercia stavan già per accor quelle vendemmie”.

## Viticultura y Bodega
La Villa está situada en la zona Clásica de la Valpolicella, zona de producción de vinos como el Valpolicella Clásico Doc y Amarone Clásico Docg. La grande bodega de Villa Mosconi es una de las más anticuas existentes en Italia en continua actividad. El valle fue probablemente sede de producción vitivinícola ya en época romana y los primeros testimonios escritos hablan de una cantina de producción en el X siglo después de Cristo (ano 900 d. C.).
La producción de vinos vio una importante expansión durante la propiedad de la familia Mosconi a fines del siglo XVII y sucesivamente con la familia Trezza en el siglo XIX cuando llega a tener una notable capacidad productiva, representando una de las bodegas más grandes de Italia de aquella época como testimonia el libro de M. Lotze. Este reportaje fotográfico y relación agronómica de notable prestigio artístico y valor histórico, es el único documento en Verona que nos muestra los métodos de cultivación de las viñas, los materiales enológicos, los barriles del Ochocientos, en gran parte conservados, y los amplios espacios de vinificación.  Este importante documento fue comisionado por parte de la Provincia de Verona en torno a 1880 para documentar aquella que era una bodega modelo para la zona y hoy se conserva e la Academia de Agricultura, Ciencia y Letras de Verona.
El nombre de «Amarone» referido al vino típico de la Valpolicella, viene sucesivamente acuñado propio aquí en el 1936 durante el periodo en el cual es alquilada la bodega a la Cantina Sociale Della Valpolicella.
Desde 1953 al 2012 la bodega tuvo un posterior desarrollo durante la propiedad y sede de la Cav. G.B.Bertani. Desde mitad del 2012 es propiedad exclusiva de la familia de Gaetano Bertani (Agricola Gaetano Bertani e Figli) que sigue la tradición vitivinícola de la familia.